# Microcoches de España

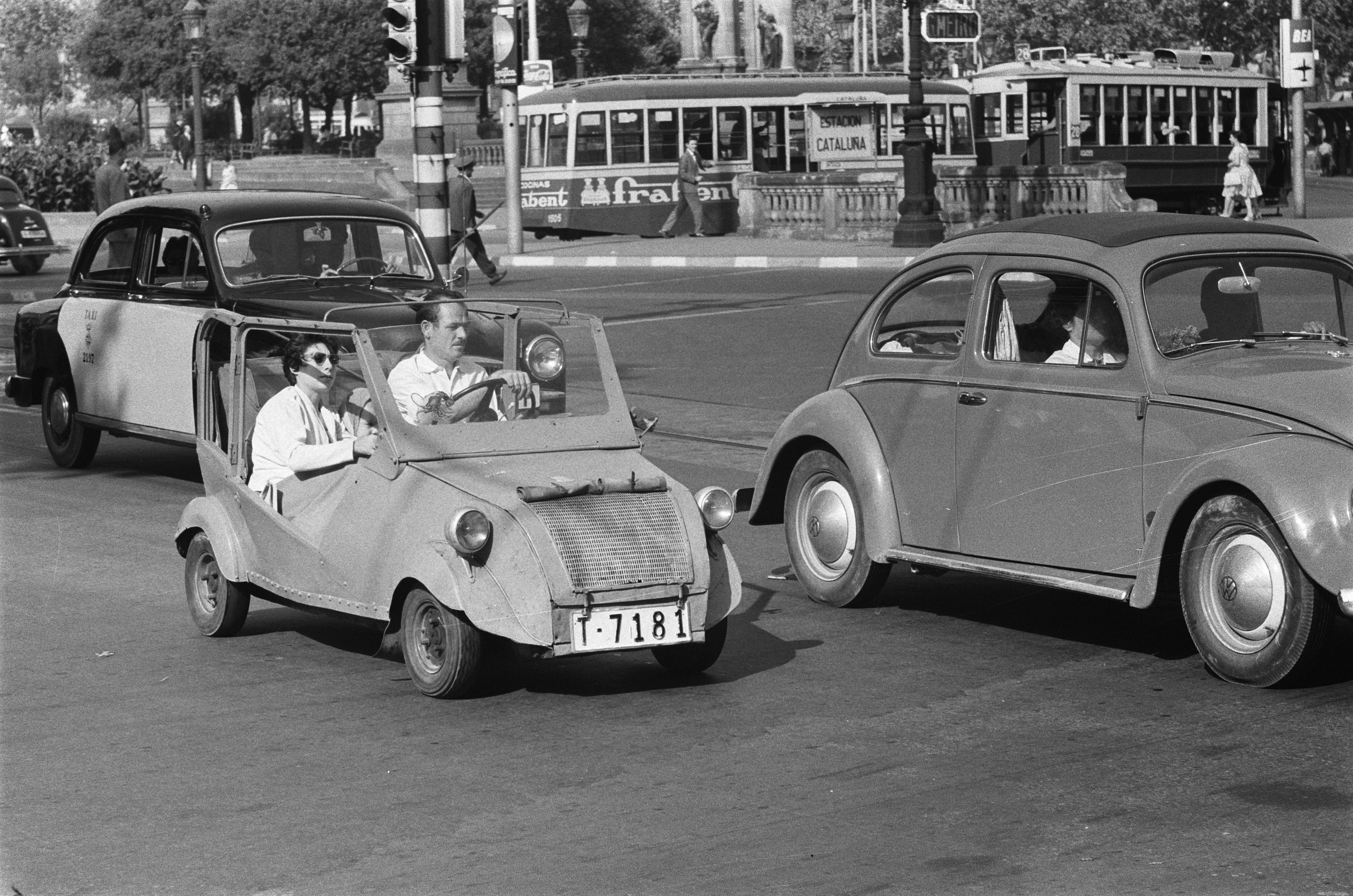
El Biscúter, uno de los microcoches más populares fabricados en España (1960)

La falta de materia prima y, en general, las dificultades económicas de Europa después de la Segunda Guerra Mundial, hizo populares coches diminutos en muchos países europeos. En España la situación era más complicada ya que el gobierno dictatorial de Francisco Franco era rechazado por muchos gobiernos occidentales y comunistas como un resto del fascismo. En consecuencia, España sufrió un aislamiento relativo del resto del mundo industrializado, funcionó a unos niveles inferiores de desarrollo comparado con Europa Occidental y tuvo que desarrollar sustitutos propios de productos y tecnologías de importación difíciles de conseguir.
En España, el Biscúter, pequeño, simple y barato, incluso en comparación con otros microcoches, fue el que obtuvo un mayor éxito, pero hubo muchos otros modelos. A continuación una lista de los conocidos:
- ACEDO: cochecillo mixto de motor (2,2 Cv y cuatro tiempos) y pedales que se fabricó en Madrid en 1941. Según relata la revista Motor Clásico, se efectuaron pruebas en la Casa de Campo de Madrid en las que alcanzó los 35 km/h.

- AFA: véase artículo.

- AISA: fabricado por la empresa Actividades Industriales, S.A. propiedad del Sr. Martí Martí en Cervera durante el año 1955. Con escasa producción, disponía de un chasis de perfil omega y de un motor trasero Hispano Villiers de 197 cc. Se anunciaba con una optimista velocidad máxima de 80 km/h y una visibilidad del 100% (también bastante optimista). La línea era poco agraciada.

- AUDENIS: marca fundada por Francisco Audenis en Barcelona. Ya antes de la Guerra Civil había fabricado al menos 50 unidades de un cochecito de reparto de tres ruedas con cabina cerrada y motor Villiers de 350cc o JAP de 600 cc de cuatro tiempos. Parece ser que a mediados de los cincuenta intentó sin éxito la fabricación de un nuevo cochecito del cual se cree que solamente se fabricó una unidad de pruebas.

- BISCÚTER: véase artículo.

- BORINOT: en Pamplona en los años cincuenta se fabricó una especie de cochecillo que pudiera tener relación con el scooter Iruña, fabricado en la década de los 40 en la capital navarra.

- CAMILO: la falta de combustible en la posguerra propició la aparición de coches de gasógeno y eléctricos como esta especie de motocarro eléctrico carrozado aparecido en 1943 en Barcelona.

- CENTAURO: se sabe de la existencia de este microcoche, pero se carece de más datos.

- CLÚA: véase artículo.

- COFERSA: presentó en 1956 un proyecto de microcoche de 2/3 plazas posiblemente motorizado con el motor Hispano Villiers de 197 cc y que según la publicidad de la época se vendería a 35.000 ptas. Se cree que no se llegó a producir nunca.

- CREMSA: Motocarros de tres ruedas fabricados en Barcelona. Se produjeron los modelos Pato, Toro y Trailer.[1]

- DAVID: véase artículo.

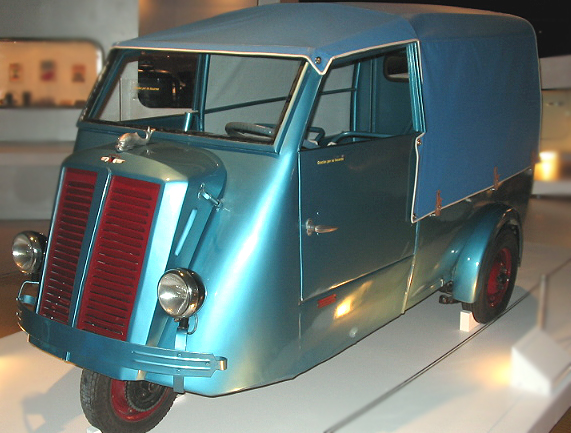
Delfín tricamioneta.

- DELFÍN: si bien originariamente era una tricamioneta de dos plazas y 250 kg de carga que se fabricó en 1958, parece ser que fue utilizada en muchas ocasiones como microcoche. Se desconocen más datos, aunque se sabe que incorporó el motor Hispano Villiers de 197 cc (e incluso una versión de 125 cc). Bajo esta marca también se comercializaron motocicletas que tuvieron poco éxito pese a su buena estampa y que anteriormente se llamaron Olimpic. Parece ser que el Delfín es una copia o se fabricó bajo licencia de New Map Solito. Existe un superviviente en Vich con dos motores eléctricos, según se dio a conocer en el n.° 140 de la revista Motor Clásico.

- DÍAZ: Javier Díaz, un mecánico de Logroño, construyó en 1949 un triciclo con motor monocilíndrico. El motor era de dos tiempos de 340 cc (76 mm x 74 mm) a 4.600 rpm refrigerado por agua. Disponía de 3 velocidades y marcha atrás. El motor estaba ubicado en la parte delantera y la tracción se realizaba por correas trapezoidales dobles a la parte trasera. Suspensiones por muelles espirales independientes. Distancia entre ejes de 2,30 m y peso de 190 kg. Parece ser que solo se realizó una unidad del triciclo, aunque también se realizó un prototipo de cuatro ruedas.

- DUNJÓ: D. Arcadio Dunjó diseñador con talleres propios que trabajó entre otras para las fábricas de motocicletas Rieju, RE.I.NA, Velfi, Derbi, Kapi, Iso (automóviles) y Mavisa desarrollando nuevos modelos, también fabricó en Santa Perpetua de Moguda una pequeña serie (se cree que del orden de 3 unidades) de microcoches de tres ruedas con motor Iso (automóviles).

- DYESA: en Durango (Vizcaya) durante el año 1949 el empresario José Estancona propietario de una empresa de fabricación de piezas para automoción presentó un pequeño descapotable (posiblemente el único fabricado) de dos puertas y 2+2 plazas con motor de 770 cc y un peso aproximado de 500 kg. El coche nunca fue producido en serie por falta de ayuda oficial (como fue habitual para todas las marcas de los años cuarenta) y eso que su precio estimado de venta era de 30 000 ptas., lo que hubiera supuesto unas ventas más que aceptables. Parece ser que el Sr. Estancona también fabricó alguna unidad bajo el nombre de JEA.

- F.G.L. ALICANTE: Francisco Gómez López, un ingeniero de Almoradí (Alicante), realizó en 1959 su propio microcoche en su taller de reparación de automóviles. Con motor de Industrias Reunidas Españolas, S.A. de un cilindro y dos tiempos, de 197 cm³, tenía una potencia de 8,5 CV. Actualmente se encuentra en el museo Bruce Weiner Microcar Museum.

- GOGGOMOBIL: véase artículo.

- HARRY-WALKER: llegó a fabricar 3 o 4 prototipos en los talleres Dunjó con motor Hispano Villiers que con toda probabilidad no se llegaron a comercializar.

- HUERTAS: se sabe de la existencia de este microcoche, pero se carece de más datos. Se supone que el nombre de la marca es la de su creador.

- IMCAMP: en Bilbao se fabricaron unas 12 unidades de un cochecillo del que ni siquiera se sabe actualmente si tenía 3 o 4 ruedas.

- JIMÉNEZ: en Cuenca, D. Feliciano Jiménez fabricó alguna unidad de un microcoche que vendió a 25.000 ptas.

- JEA: véase DYESA, más arriba.

- JET: solo se sabe que en la década de los 50 se fabricó un cochecillo con este nombre.

- JPS: a finales de los años 40 se fabricó un triciclo con rueda motriz delantera y chasis tipo Tatra, carrocería dos plazas, motor Villiers (no Hispano Villiers) y cambio Royal Enfield de cuatro marchas tipo Burman.

- KAPI: véase artículo.

- LUBE: la conocida marca de motocicletas presentó en la Feria de Bilbao de 1958 un microcoche de 200 cc posiblemente de origen NSU que nunca se llegó a producir. Posteriormente importaron una pequeña serie del minicoche NSU Printz con vistas a fabricarlo en serie, circunstancia que tampoco se produjo.

- MAQUITRANS: véase M.T.

- MAVISA: prototipo que realizó D. Arcadio Dunjó; se carece de más datos.

- MOTOTRANS-DUCATI: véase M.T.

- MOVIELECTRA: fabricó en pequeñas series un vehículo de tres ruedas eléctrico del que se carece más información.

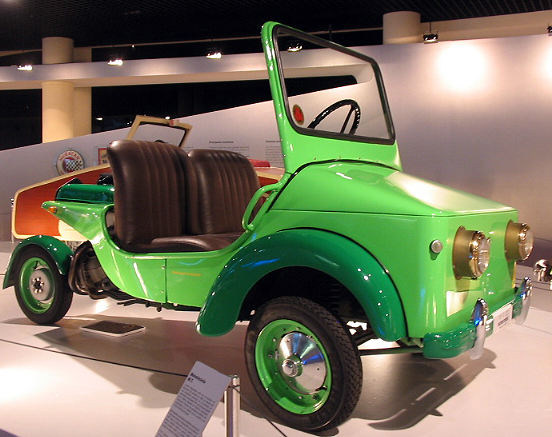
Mototriciclo M.T.

- M.T., microcoche de tres ruedas tipo descapotable producido en 1957 por Maquinaria y Elementos de Transporte, S.A, conocido fabricante de motocarros y motos (también bajo la marca Maquitrans y posteriormente como Mototrans-Ducati y MTV) con motor trasero. El motor de fabricación propia era de 175 cc, con una potencia de 6,9 CV a 4500 rpm con arranque eléctrico y unas prestaciones de 67 km/h y consumo de 4 litros/100 km. Ruedas de 3,50 x 10 y frenos hidráulicos delante y mecánico atrás.

- MTV: véase M.T.

- NARCLA: la empresa gerundense de motocicletas parece ser que fabricó algún cochecillo en los años cincuenta.

- ORBEA: la conocida marca de bicicletas y ciclomotores fundada en Éibar en 1930 colaboró con Electrociclos SA en el desarrollo de un vehículo eléctrico en 1944, así como en dos triciclos de reparto de los que se carece de más información.[2]

- PINGUY: bajo este nombre se liquidaron las últimas unidades de Kapi al cierre de esta durante los años 1958 y 1959.

- PTV: véase artículo.

- SOLERITA: prototipo de microcoche diseñado por un ingeniero barcelonés llamado Soler (de ahí el nombre del coche) que en los años 40 fabricó una especie de scooter o motopatín que no tuvo continuidad.

- TALIMOTOS: en Alhama de Murcia, aproximadamente hacia el año 1953, el Sr. Ricardo García Redal con talleres situados en la c/ General Mola 40, fabricó pequeñas series de motocicletas así como algún microcoche del que carecemos de datos.

- TOPOLINO: el 23 de noviembre de 1951 fue presentado en Barcelona el microcoche mallorquín Topolino. Disponía de motor trasero ¿65 y 125 cc?, su consumo era de 2,5 litros/100 km, alcanzaba los 65 km/h y se pretendía vender a menos de 25.000 ptas. Parece ser que a este coche también se le denominó el «coche pulga».

- TZ: Talleres Zaragoza S.A. produjo entre 1956 y 1960 un microcoche llamado Sider. No se sabe con exactitud cuantas unidades se produjeron, pero no debieron de ser más de diez. Aunque aparece como fabricado en Talleres Zaragoza, en realidad se fabricó en Talleres Jorda, que pertenecía al mismo dueño. Situada en la Avenida de Cataluña, en Zaragoza, esta empresa poseía fundición y un taller especializado en la fabricación de máquinas-herramientas y suministraba piezas para Enasa y otras fábricas de automóviles. Las carrocerías según me contaron cuando entre a trabajar en 1962, habían sido construidas en la Base de Automovilismo del Ejército en Casetas (Zaragoza) En un patio de Talleres Jorda, a la intemperie, pude ver tres o cuatro vehículos amontonados, medioterminados y con aspecto de chatarra, mientras el propietario de ambas empresas usaba el único que creo que llegó a funcionar, conducido por su chofer particular, uniformado y con gorra de plato.